# You’ll See
A You’ll See Madonna amerikai énekesnő egyik dala, mely az 1995-ös balladákat tartalmazó Something to Remember című válogatásalbumon jelent meg  1995. október 23.-án a Warner Bros. Records gondozásában, a balladákat tartalmazó album vezető kislemezeként. A dal egy akusztikus popballada, melyben ütőhangszerek, tremológitár és zongora hallatszik. A dal lírailag egy szerelmi kapcsolat vége utáni függetlenségről szól.
A dalt pozitívan fogadták a kortárs kritikusok, és dicsérték Madonna énekhangját a dalban. Az Amerikai Zeneszerzők és Kiadók Társasága (ASCAP) a legtöbbet eladott kislemezként tüntette ki az 1997-es ASCAP Pop Awards díjátadón. A dal kereskedelmileg sikeres volt, hiszen Japánban és Spanyolországban az első, Finnországban, Kanadában és Dél-Afrikában a második, Olaszországban az ötödik, míg az Egyesült Államokban a hatodik helyezést érte el. Az Egyesült Államok és Japán zenei piacán aranylemez vált belőle. Verás címen elkészítették spanyol változatát is, ami a Something to Remember spanyolországi és Latin-Amerikai kiadásain maxi-single-ként szerepel. Ennek a szövegét az argentin énekes-szövegíró, Paz Martínez készítette. Junior Vasquez pedig ennek a változatnak a kereskedelemben nem kapható, nem hivatalos remixét készítette el.
Az Egyesült Királyságban a dal 1995 októberében jelent meg, s a Brit kislemezlistán az ötödik helyig jutott. Ez az énekesnő 19. legjobban fogyó kislemeze, eddig eladott 302.000 példányával. A szám egyike volt annak az öt dalnak, melyet Madonna az Egyesült Királyságban élőben előadott a Top Of The Pops televíziós zenei adásban. 2001-ben ezzel a dalával helyettesítette a Gone című számát a Drowned World Tour beharangozó reklámjaiban.

## Előzmények és összetétel
Madonna magánélete egy vitákkal teli időszak után kezdett dominálni zenei karrierje felett, így Madonna tudta, hogy változtatnia kell, és be kell bizonyítania, hogy több van benne, mint az őt körülvevő médiacirkusz. 1995. novemberében Madonna megjelentette a Something to Remember című válogatásalbumot, mely több mint egy évtizedes pályafutásának balladáiból és három új dalból tevődött össze. A válogatásalbum célja az énekesnő zenei képességének hangsúlyozása volt. Madonna a következőket mondta: 

"Annyi vita kavargott a karrierem körül az elmúlt évtizedben, hogy nagyon kevés figyelmet szenteltek a zenémnek. A dalok mind el lettek felejtve, bár nem bántam meg művészi döntéseimet, de megtanultam értékelni azokat a dolgokat, melyeket egyszerűbb módon is meg lehet csinálni. Szóval mindenféle nagy fanfár nélkül, és minden zavaró tényező nélkül bemutatom nektek ezt a balladagyűjteményt. Némelyik régi, van amelyik új, azonban mindegyik a szívemből származik.

## Videóklip
A dal videóklipjét az énekesnő Take a Bow című díjnyertes klipjének folytatásaként forgatták le, és 1995. november 7-én mutatták be.  A rendező ezúttal is Michael Haussman volt. Madonna a képeken végigutazza Spanyolországot, közben Versace tervezésű ruhákat visel, s egy spanyol matador üldözi, aki egy valódi torreádor, Emilio Muñoz. Ezt a Take a Bow című dalának videójából hozták át, amit Spanyolországban Ronadában forgattak. 1995. október 23.–25-én Londonban a Pinewood Studiosban vágták meg. Ezalatt Madonna az Evita hangfelvételeit énekelte fel. A klipet először 1995. november 2-án az MTV sugározta.
Elkészítették külön a spanyol verzió, a Verás klipjét is. A klip nagyrészt Madonnát ábrázolja a stúdióban, miközben a dal spanyol változatát rögzítik. Közben vannak bevágások a You’ll See és a Take a Bow klipjeiből is. Nincsen olyan kép benn, melyen Madonna a Verást a stúdión kívül énekelné.
- Szerző: Michael Haussman
- Producerek: Donnie Masters, Debbie Turner
- Vezető producer: George Klein
- Fényképezések vezetője: Adrian Wilde
- Szerkesztő: John McManus
- Produkciós vállalat: The A+R Group

## Számlista
| - US 7" single 1. "You'll See" (LP Version) – 4:39 2. "Live To Tell" (Live Edit) – 6:22 / B side - U.S 7" Single - US CD single 1. "You'll See" (LP Version) – 4:39 2. "Live to Tell" (Live) – 8:15 3. "You'll See" (Instrumental) – 4:44 / B-side - U.S. CD Single - US 12" vinyl/CD Maxi single 1. "You'll See" (LP Version) – 4:39 2. "You'll See" (Instrumental) – 4:44 3. "Verás/Spanish Version" – 4:21 4. "Live to Tell" (Live) – 8:15 | - US CD Maxi-single 1. "You'll See" (LP Version) – 4:39 2. "You'll See" (Instrumental) – 4:44 3. "Verás/Spanish Version" – 4:21 4. "Live to Tell" (Live) – 8:14 - Europai CD single 1. "You'll See" (Edit) – 4:15 2. "Rain" (LP Version) – 5:28 3. "You'll See" (Instrumental) – 4:44 |

## Híres feldolgozások
- Keedie az I Believe My Heart albumon
- Shirley Bassey a The Show Must Go On albumon
- Susan Boyle, az "I Dreamed a Dream" albumon[1]

## Slágerlista
| Slágerlista (1995–1996)                | Legjobb helyezések |
| -------------------------------------- | ------------------ |
| Ausztrália (ARIA)                      | 9                  |
| Ausztria (Ö3 Austria Top 40)           | 5                  |
| Belgium (Ultratop 50 Flanders)         | 45                 |
| Belgium (Ultratop 50 Wallonia)         | 11                 |
| Kanada Top Singles (RPM)               | 2                  |
| Kanada Adult Contemporary Tracks (RPM) | 1                  |
| Europe (European Hot 100 Singles)      | 8                  |
| Finnország (Singlet Top 20)            | 2                  |
| Franciaország (Single Top 100)         | 24                 |
| Németország (Media Control Charts)     | 15                 |
| Iceland (Íslenski Listinn Topp 40)     | 20                 |
| Írország (IRMA)                        | 13                 |
| Italy (Musica e dischi)                | 6                  |
| Hollandia (Top 40)                     | 15                 |
| Hollandia (Single Top 100)             | 20                 |
| Új-Zéland (Recorded Music NZ)          | 17                 |
| Skócia (Scottish Singles Top 40)       | 5                  |
| Svédország (Sverigetopplistan)         | 6                  |
| Svájc (Schweizer Hitparade)            | 8                  |
| Egyesült Királyság (UK Singles Chart)  | 5                  |
| US Billboard Hot 100                   | 6                  |
| US Adult Contemporary (Billboard)      | 5                  |
| US Adult Top 40 (Billboard)            | 10                 |
| US Mainstream Top 40 (Billboard)       | 7                  |
| US Rhythmic (Billboard)                | 20                 |

| Slágerlista (1995–1996)           | Legjobb helyezések |
| --------------------------------- | ------------------ |
| Bolivia (El Siglo de Torreón)     | 3                  |
| Chile (El Siglo de Torreón)       | 1                  |
| El Salvador (El Siglo de Torreón) | 2                  |
| Mexico (AMPROFON)                 | 3                  |
| Panama (El Siglo de Torreón)      | 1                  |
| US Hot Latin Songs (Billboard)    | 21                 |
| Venezuela (El Siglo de Torreón)   | 6                  |

| Slágerlista (1995)                | Helyezések |
| --------------------------------- | ---------- |
| Australia (ARIA)                  | 87         |
| Belgium (Ultratop 50 Wallonia)    | 84         |
| Europe (European Hot 100 Singles) | 83         |
| Netherlands (Dutch Top 40)        | 112        |
| Sweden (Sverigetopplistan)        | 44         |
| UK Singles (OCC)                  | 32         |

| Slágerlista (1996)                | Helyezések |
| --------------------------------- | ---------- |
| Canada Top Singles (RPM)          | 27         |
| Canada Adult Contemporary (RPM)   | 8          |
| Europe (European Hot 100 Singles) | 74         |
| US Billboard Hot 100              | 51         |
| US Adult Contemporary (Billboard) | 14         |

## Külső hivatkozások
- Mad-eyes.net – "You'll See" Single Page